# Masikia indistincta
Masikia indistincta là một loài nhện trong họ Linyphiidae.
Loài này thuộc chi Masikia. Masikia indistincta được Wladislaus Kulczynski miêu tả năm 1908.